# Троицкое (Новохопёрский район)
Троицкое — село в Новохопёрском районе Воронежской области России.
Административный центр Троицкого сельского поселения.

## История
В 1699 году на реке Битюг был основан Троицкий Битюцкий мужской монастырь. Монастырь захватил землю на реке Савале, где образовал откупное владение — Троицкий юрт. Поселенные здесь крестьяне основали большое село, которое получило название от названия монастыря.

## География

### Улицы
| - ул. В. Зюзина - ул. Дзержинского - ул. Интернациональная - ул. Калинина - ул. Карпель - ул. Колхозная М. - ул. Колхозная С. - ул. Кооперативная - ул. Красноармейская - ул. Крупской - ул. Ленина М. - ул. Ленина С. - ул. Октябрьская М. | - ул. Октябрьская С. - ул. Орджоникидзе - ул. Первомайская - ул. Проезжая - ул. Пролетарская М. - ул. Пролетарская С. - ул. Свердлова - ул. Свободы М. - ул. Свободы С. - ул. Советская М. - ул. Советская С. - ул. Фрунзе - ул. Чапаева |

## Достопримечательности
Государственный список памятников истории, архитектуры и археологии Новохоперского района Воронежской области (на 01.04.2003) села Троицкого:
- Церковь Николая Чудотворца (1864 год)
- Братская могила № 217 (1919 год)
- Начальная школа (конец XIX века)
- Церковь Святой Троицы (1849 год)
- Парк